# Zmarli w listopadzie 2013

## Listopad 2013
- 30 listopada
  - Jurij Jakowlew – rosyjski aktor[1]
  - Jean Kent – brytyjska aktorka filmowa i telewizyjna[2]
  - Tabu Ley Rochereau – kongijski muzyk ludowy[3]
  - Doriano Romboni – włoski motocyklista wyścigowy[4]
  - Zdobysław Stradowski – polski lekkoatleta, mgr inż. budownictwa wodnego[5]
  - Teresa Sułowska-Bojarska – polska pisarka, poetka, pedagog, uczestniczka powstania warszawskiego[6]
  - Paul Walker – amerykański aktor[7]
- 29 listopada
  - Oliver Cheatham – amerykański piosenkarz[8]
  - Dick Dodd – amerykański wokalista, lider rockowej grupy The Standells[9]
  - Colin Eglin – południowoafrykański polityk[10]
  - Natalja Gorbaniewska – rosyjska poetka, dysydentka, dziennikarka, tłumaczka literatury polskiej[11]
  - Blanka Kutyłowska – polska aktorka teatralna, spikerka audycji radiowych i lektorka książek dla niewidomych[12]
  - Bram van der Lek – holenderski polityk i biolog, deputowany krajowy i europejski, przewodniczący Pacyfistycznej Partii Socjalistycznej[13]
- 28 listopada
  - Mitja Ribičič – słoweński polityk, premier Jugosławii w latach 1969–1971[14]
  - Max Georg von Twickel – niemiecki duchowny katolicki, biskup Münster[15]
- 27 listopada
  - Lewis Collins – angielski aktor[16]
  - Krzysztof Opawski – polski ekonomista, polityk, minister infrastruktury[17]
  - Dawid Peleg – izraelski historyk, dyplomata, ambasador Izraela w Polsce[18]
  - Käkymbek Sałykow – radziecki działacz komunistyczny narodowości kazachskiej, I sekretarz Komitetu Obowodwego KPZR w Karakałpackiej ASRR, członek KC KPZR[19]
  - Nílton Santos – brazylijski piłkarz[20]
  - Ilona Szwajcer – polska dziennikarka radiowa[21]
  - Waldemar Świerzy – polski artysta plakatu[22]
- 26 listopada
  - Arik Einstein – izraelski piosenkarz[23]
  - Tony Musante – amerykański aktor[24]
  - Cayetano Ré – paragwajski piłkarz[25]
  - Stan Stennett – walijski aktor komediowy i muzyk jazzowy[26]
- 25 listopada
  - Eugeniusz Berezowiec – polski działacz samorządowy, burmistrz miasta Bielsk Podlaski w latach 2002–2013[27]
  - Bob Day – brytyjski piosenkarz, muzyk duetu The Allisons[28]
  - Bill Foulkes – angielski piłkarz[29]
  - Chico Hamilton – amerykański perkusista jazzowy[30]
  - Wojciech Raczkowski – polski ksiądz katolicki[31]
  - Sarah Teelow – australijska narciarka wodna, mistrzyni świata w Formule 2[32]
- 24 listopada
  - Amedeo Amadei – włoski piłkarz[33]
  - Jean Banchet – amerykański kucharz[34]
  - Arnaud Coyot – francuski kolarz szosowy[35]
  - Artur Komisarek – polski kolarz[36]
  - Matti Ranin – fiński aktor[37]
  - David Bernard Thompson – amerykański duchowny katolicki, biskup Charleston[38]
- 23 listopada
  - Helena Gąsienica Daniel-Lewandowska – polska biegaczka narciarska[39]
  - William McCormack – amerykański duchowny katolicki, biskup pomocniczy Nowego Jorku[40]
  - Wayne Mills – amerykański piosenkarz country[41]
- 22 listopada
  - Wanda Coleman – amerykańska poetka[42]
  - Leszek Gilejko – polski socjolog[43]
  - Georges Lautner – francuski reżyser filmowy[44]
  - Reg Simpson – angielski krykiecista[45]
- 21 listopada
  - Henryk Hawrylak – polski profesor, inżynier mechanik[46]
  - Vern Mikkelsen – amerykański koszykarz[47]
  - Bernard Parmegiani – francuski kompozytor[48]
  - Conrad Susa – amerykański kompozytor operowy[49]
  - Zofia Żukowska – polska pedagog, działaczka sportowa, profesor warszawskiej AWF[50]
- 20 listopada
  - Joseph Paul Franklin – amerykański seryjny morderca[51]
  - Dieter Hildebrandt – niemiecki prezenter telewizyjny[52]
  - Krystyna Kozanecka – polska aktorka[53]
  - Sokol Olldashi – albański polityk, minister[54]
- 19 listopada
  - Diane Disney Miller – amerykańska filantropka, inspiratorka budowy parku rozrywki Disneyland, córka Walta Disneya[55]
  - Marianna Popiełuszko – polska rolniczka, matka polskiego duchownego Jerzego Popiełuszki, błogosławionego Kościoła katolickiego[56]
  - Frederick Sanger – brytyjski chemik, laureat Nagrody Nobla[57]
  - Antoni Tomiczek – polski pilot wojskowy, weteran II wojny światowej[58]
  - Charlotte Zolotow – amerykańska pisarka, poetka, redaktor i wydawca wielu książek dla dzieci[59]
- 18 listopada
  - Ljubomir Vračarević – serbski mistrz sztuk walki, twórca real aikido[60]
- 17 listopada
  - Henryk Albera – polski samorządowiec[61]
  - Syd Field – amerykański scenopisarz[62]
  - Doris Lessing – brytyjska pisarka, laureatka Nagrody Nobla[63]
  - Zygmunt Michalik – polski działacz partyjny i samorządowy, wiceprezydent i prezydent (1990) Chorzowa[64]
  - Jan de Virion – żołnierz Armii Krajowej, uczestnik powstania warszawskiego, Kawaler Maltański, wicedyrektor departamentu Produkcji Roślinnej w Ministerstwie Rolnictwa[65]
- 16 listopada
  - Jerzy Malara – polski inżynier górnictwa i działacz państwowy, wiceminister górnictwa (1978–1986), prezes Wyższego Urzędu Górniczego (1986–1990)[66]
  - Maria Roman Nowak – polski biskup mariawicki, ordynariusz diecezji lubelsko-podlaskiej Kościoła Starokatolickiego Mariawitów w RP[67]
  - Krystyna Przewoźna-Armon – polska archeolog[68]
- 15 listopada
  - Karla Álvarez – meksykańska aktorka[69]
  - Raimondo D’Inzeo – włoski jeździec sportowy[70]
  - Marian Fąka – polski duchowny katolicki, prof. dr hab. prawa kanonicznego[71]
  - Glafkos Kliridis – cypryjski polityk, prawnik, prezydent Cypru w latach 1974, 1993–2003[72]
  - Mike McCormack – amerykański futbolista i trener[73]
  - Barbara Park – amerykańska pisarka[74]
- 14 listopada
  - Jan Burakowski – polski bibliotekarz, literat, regionalista[75]
  - Artur Fryz – polski poeta, dziennikarz, twórca piosenek, animator kultury[76]
- 13 listopada
  - Todd Christensen – amerykański futbolista[77]
  - Thierry Gerbier – francuski biathlonista, dwukrotny olimpijczyk, medalista mistrzostw świata[78]
- 12 listopada
  - Giuseppe Casari – włoski piłkarz[79]
  - Konrad Rudnicki – polski astronom, duchowny starokatolicki i teolog Kościoła Starokatolickiego Mariawitów w RP, profesor astronomii i teologii, antropozof[80]
  - Al Ruscio – amerykański aktor[81]
  - Aleksandr Sieriebrow – rosyjski kosmonauta[82]
  - John Tavener – brytyjski kompozytor[83]
- 11 listopada
  - Domenico Bartolucci – włoski duchowny katolicki, kardynał i muzyk[84]
  - Stein Grieg Halvorsen – norweski aktor[85]
  - Shirley Mitchell – amerykańska aktorka[86]
  - Jerome Murphy-O’Connor – irlandzki duchowny katolicki, dominikanin, biblista, teolog[87]
- 10 listopada
  - Desiree Gill – australijska dżokejka[88]
  - Tadeusz Maj – kapral Polskich Sił Powietrznych, weteran kampanii wrześniowej i walk o Tobruk, były przewodniczący Stowarzyszenia Lotników Polskich w USA i Kanadzie[89]
- 9 listopada
  - Andrzej Graja – polski fizyk[90]
  - Kalaparusha Maurice McIntyre – amerykański saksofonista tenorowy[91]
  - Emile Zuckerkandl – biolog pochodzenia żydowskiego urodzony w Austrii, pracujący w Stanach Zjednoczonych i we Francji[92]
- 8 listopada
  - Irena Lize – polska lekarka[93]
  - Chiyoko Shimakura – japońska aktorka, piosenkarka[94]
- 7 listopada
  - Amparo Rivelles – hiszpańska aktorka[95]
  - Manfred Rommel – niemiecki polityk[96]
- 6 listopada
  - Guillermina Bravo – meksykańska tancerka, choreografka[97]
  - Peter Fatialofa – samoański rugbysta i trener[98]
  - Ace Parker – amerykański baseballista[99]
  - Cheb i Sabbah – amerykański DJ i producent muzyczny[100]
  - Sammy Taylor – szkocki piłkarz, skrzydłowy[101]
- 5 listopada
  - Ed Pincus – amerykański filmowiec, dokumentalista[102]
  - Bobby Thomason – amerykański futbolista[103]
  - Stuart Williams – walijski piłkarz[104]
- 4 listopada
  - Leon Miękina – polski poeta, publicysta[105]
- 3 listopada
  - Gerard Cieślik – polski piłkarz[106]
  - Marian Goluda – polski lekarz[107]
  - Ryszard Kraus – polski piłkarz[108]
  - Austin John Marshall – angielski producent muzyczny, autor tekstów, poeta i rysownik[109]
  - Bernard Roberts – angielski pianista klasyczny[110]
  - Mirosław Szypowski – polski działacz na rzecz reprywatyzacji gruntów warszawskich, prezydent Polskiej Unii Właścicieli Nieruchomości[111]
- 2 listopada
  - Jack Alexander – szkocki piosenkarz i pianista, znany z zespołu country folkowego The Alexander Brothers[112]
  - Henryk Baranowski – polski działacz państwowy i partyjny, wicewojewoda (1982–1990) i p.o. wojewody olsztyńskiego (1989–1990)[113]
  - Walt Bellamy – amerykański koszykarz, center, mistrz olimpijski z Rzymu[114]
  - Ghislaine Dupont – francuska dziennikarka[115]
  - Jadwiga Janowska – polska lekkoatletka, największe sukcesy odnosząca w skoku wzwyż[116]
  - Wojciech Janus – polski basista, członek grupy metalowej Blaze of Perdition[117]
  - Jerzy Król – polski lekarz[118]
  - Kermit Moore – amerykański wiolonczelista, dyrygent i kompozytor[119]
  - Milanko Renovica – jugosłowiański polityk, przewodniczący Rady Wykonawczej (premier) Socjalistycznej Republiki Bośni i Hercegowiny (1974–1982), przewodniczący Komitetu Centralnego Związku Komunistów Jugosławii (1986–1987)[120]
  - Bogdan Szymelis – polski działacz państwowy, wicewojewoda elbląski (1975–1983)[121]
- 1 listopada
  - Hakimullah Mehsud – lider Tehrik-i-Taliban Pakistan w latach 2009–2013[122]
  - Paul Dennis Reid – amerykański seryjny morderca[123]